# Cébé
"Cébé" est une marque d'équipement de sport connue pour ses lunettes, en particulier pour ses optiques et ses montures de haute montagne (dites lunettes de glacier). Cébé produit également des lunettes optiques, des lunettes sport, spécialisées dans le running et le VTT. Enfin, Cébé est spécialiste en casques et masques de ski. Elle était exploitée par la société Bollé Brands pour la protection solaire et Bollé Protection pour l'équipement industriel qui emploie 27 personnes à Villeurbanne avant son rachat par Racer et le Groupe Upperside Capital Partners en 2022.

## Historique
Cébé est fondé en 1892 à Morez dans le Jura au 12 avenue Charles de Gaulle par Joseph Cretin-Maitenaz. La compagnie a accompagné de nombreux alpinistes dans leurs expéditions. C'est à la suite d'une demande particulière de Carl Benz, fondateur de Mercedes Benz, pour des lunettes de conduite sur mesure pour lui-même mais aussi pour son chien, que l'équipementier acquiert ses lettres de noblesse[réf. nécessaire]. 
La firme a par la suite étendu ses activités à la fabrication de casques de ski, de lunettes pour les sports d'hiver grand public, mais aussi pour les sports nautiques. L'apogée de la marque se situe à la fin des années 1970, début des années 1980 où la marque est synonyme d'excellence de la lunetterie française s'exportant massivement à travers le monde à l'image de la success story de Vuarnet. Après les années 1990, la marque a eu à affronter un retournement de mode, qui a majoritairement profité aux marques italiennes de prêt-à-porter de luxe produisant des lunettes de soleil sous licence.
À la suite d'importants déboires, Cébé délocalise sa production de lunettes solaires en Chine, est rachetée par le groupe Marcolin en juillet 1999. En novembre 2007, le groupe italien Marcolin annonce la fermeture des usines de Frasne et de son siège de Pontarlier (Doubs) supprimant 92 emplois au total. Le groupe est ensuite racheté par le groupe américain Bushnell Outdoor Products, spécialiste du matériel d'optique de sport en 2009. 
En 2022, Cébé repasse sous pavillon français à la suite de son acquisition par la société Racer membre du Groupe Upperside Capital Partners basée à Salon de Provence

## Produits
Cébé est spécialisée dans des produits techniques de qualité[passage promotionnel] pour le sport, protections solaires (lunettes de haute montagne, masques de ski, lunettes polarisantes pour la voile et les sports d’eau, le beach-volley, le vélo,…), et casques de ski. 
En France, la Marque Cébé, est présente dans plus de 2000 magasins de sport et chez plus de 3000 opticiens.